# Köpönyeg.hu
A köpönyeg.hu egy időjárás-előrejelző honlap, mely a Mediaworks Hungary Zrt. gondozásában jelenik meg.

## A kezdetek és a fejlesztések
Az első megjelenés idején, 2003 októberében még csak napi 8 látogatója volt az oldalnak. Azóta többször változott az oldal kinézete, mire elérte a mostani dizájnját. 2006 őszén, a legutóbbi grafikai megújulás alkalmával a szolgáltatások is bővültek: a fórum topikjaiban beszélgethetnek az időjárással, időjárás-előrejelzéssel kapcsolatban a megszállottak és a betérő vendégek. A blogban szöveges előrejelzés olvasható, amelyhez hozzá is lehet szólni.
A köpönyeg.hu olvasói között az amatőr időjósok mellett megtalálhatók a szabadtéri sportok kedvelői – például motorosok, vitorlázók, golfozók –, és azok is, akik valamilyen szabadtéri programot terveznek. Vannak, akik csak azt szeretnék tudni, milyen ruhát érdemes venniük, és vigyenek-e magukkal esernyőt vagy éppen köpönyeget.
A folyamatos fejlesztéseknek köszönhetően a Köpönyeg.hu nézettsége már eléri a napi 120-180 ezres forgalmat.
2018 szeptemberében frissítették az oldalt. Viszont 15 napos előrejelzés helyett már csak 12 napos van, ám az előrejelzés már órás bontásban szerepel (ez csak a következő napig vonatkozik), a régebbi 6 óránkénti előrejelzés helyett.

## A Világjáró
2007 szeptemberében indult a Köpönyeg.hu 15 napos időjárás-előrejelzés weblap legújabb szolgáltatása: a VILÁGJÁRÓ. A Világjáróban a világ nagyvárosainak klímaadatait tekintheti meg az érdeklődő, ami elengedhetetlen ha utazást tervez valaki.
A Világjáró adatbázisában 231 ország, 556 városának időjárási adata található, úgy mint: átlagos csapadék, vízhőmérséklet, napsütéses órák száma, minimum és maximum hőmérséklet.
Több, mint 500 város időjárási adatai

## RSS, Addonok
A Köpönyeg.hu addonját használva saját időjárás-előrejelző bannerre tehet szert mindenki. A banner naponta frissíti magát a köpönyeg.hu szerveréről, ezért mindig friss időjárás-előrejelzést mutat. Az oldal ezáltal tartalmasabb, érdekesebb lesz, növekedni fog nézettsége. Az addonok különböző méretekben és kinézettel választhatók. Külön időjárási addon készül Magyarország valamennyi tájegységére. Az RSS szolgáltatás segítségével testreszabható módon építhetők be az aktuális időjárási és előrejelzési adatok a kért oldalba.
RSS, Addon a Köpönyegről

## Napi részletes előrejelzések
2008. augusztus 1-jétől a köpönyeg.hu már napi előrejelzésekkel is jelentkezik, melynek keretében az aktuális nap és az azt követő 48 óra időjárásáról igyekszik beszámolni. Mindhárom nap a reggel, a délben és az este várható időjárását vázolja, hőmérsékleti értékkel, valamint a jól megszokott időjárási ikonokkal. Különlegesség, hogy a rövidtávú előrejelzés a pontosság érdekében két időjárási ikont használ bizonyos esetekben: ha például napos az idő, de erős szélre is számíthatunk. Ezzel még részletesebb képet kaphatunk a várható időjárásról, ami a nyári szabadtéri programoknál nagy segítség.
Napi előrejelzések regionálisan

## Térképes pollenjelentés
Az Állami Népegészségügyi és Tisztiorvosi Szolgálat és a Köpönyeg.hu együttműködésének gyümölcseként 2009 tavaszától a magyarországi pollenjelentés áttekinthető formában, térképen is elérhetővé válik a szénanáthában szenvedők részére a Köpönyegen. A térképen heti frissítéssel allergén növényenként, illetve ezek összesítésében is megtalálhatók a pollenszennyezettségi adatok. A pollenhelyzetet bemutató vizualizáció mellett, éves pollennaptár is segíti az allergiás betegek felkészülését a nehezebb időszakokra.
Pollenjelentés

## Fesztiválok a Köpönyegen!
A Köpönyeg.hu - mint az egyik legnépszerűbb magyarországi időjárás-előrejelző portál - felismerve azt a tényt, hogy Magyarországon a fesztivál-turizmusnak kiemelkedő szerepe van, és a fesztiválok sikere (a szervezők és a fesztiválozók esetében is) nagyban függ az időjárástól, ezért egy egyedi és igen hasznos fejlesztéssel jelentkezik a mai naptól. A megrendezendő fesztiválok havi bontásban - és egyedülálló módon - térképes formában tekinthetők meg. A Köpönyeg.hu fórumozói saját naptárakat állíthatnak össze, és hozzászólásukkal akár értékelhetik is az adott programot. A fesztiválokat egységes szerkezetben naptár kinézetben, havi bontásban, akár téma szerinti csoportosítással is megtekinthetjük.
Fesztiváltérkép

## Jelenidő
2009 májusától a Köpönyeg.hu jelenidő térképén 15 perces frissítéssel az egész országra vonatkozó hőmérséklet-, égkép- és szél információkról értesülhetnek az érdeklődők. Ezzel szinte egyidőben elkészült az észlelési napló is, melynek használatával minden köpönyegen regisztrált tag jelentheti az aktuális időjárást, ami - a már fentebb említett - jelenidő térképen is megjelenik.
Jelenidő-térkép

## Külföldi előrejelzések
2010 júniusától Magyarországon egyedülálló módon öt napos külföldi előrejelzést is ad már a köpönyeg.hu, ahol a világ 20 ezer városának aktuális és várható időjárását lehet megnézni.